# Zbigniew Śliwiński (fizjoterapeuta)
Zbigniew Włodzimierz Śliwiński (ur. 2 maja 1954 w Żaganiu) – polski fizjoterapeuta, profesor nauk o zdrowiu o specjalności psychosomatoterapia, rehabilitacja ruchowa, terapia manualna, biologia medyczna, profesor nadzwyczajny na Uniwersytecie Jana Kochanowskiego w Kielcach i Uniwersytecie Medycznym im. Piastów Śląskich we Wrocławiu oraz redaktor naczelny kwartalnika „Fizjoterapia Polska”. Pomysłodawca i współtwórca ustawy o zawodzie fizjoterapeuty, uchwalonej w 2014 roku. Pierwszy w historii konsultant krajowy w dziedzinie fizjoterapii.

## Życiorys
Studia fizjoterapeutyczne ukończył na Akademii Wychowania Fizycznego we Wrocławiu w 1977 roku, przedstawiając pracę magisterską „Zachowanie się częstości tętna i ciśnienia skurczowego w czasie kąpieli w saunie fińskiej”.
Po studiach rozpoczął pracę jako fizjoterapeuta w Zakładzie Rehabilitacji Górniczo-Hutniczego Specjalistycznego Zespołu Opieki Zdrowotnej w Lubinie. W 1979 roku został kierownikiem Zakładu Rehabilitacji Szpitala Rejonowego w Zgorzelcu, następnie szefem Działu Rehabilitacji Leczniczej Samodzielnego Publicznego Zespołu Opieki Zdrowotnej, który został przekształcony w Stacjonarny Ośrodek Rehabilitacji Wielospecjalistycznego Samodzielnego Zespołu Opieki Zdrowotnej w Zgorzelcu.
W 1988 roku uzyskał stopień doktora nauk kultury fizycznej na podstawie pracy „Czynność ręki po złamaniach kości łódeczkowatej nadgarstka w zależności od sposobu leczenia”. W 2004 roku Rada Wydziału Lekarskiego Uniwersytetu Medycznego w Łodzi przyznała mu stopień doktora habilitowanego na podstawie rozprawy „Ocena termowizyjna kończyny górnej u pacjentów z mózgowym porażeniem dziecięcym po zabiegach kriostymulacji dla potrzeb rehabilitacji”. 25 kwietnia 2018 roku otrzymał nominację profesorską.
Jest wiceprezesem Zarządu Głównego Polskiego Towarzystwa Fizjoterapii oraz dyrektorem Instytutu Fizjoterapii Wydziału Lekarskiego i Nauk o Zdrowiu Uniwersytet Jana Kochanowskiego w Kielcach.
Pełni funkcję redaktora naczelnego wydawnictwa „Fizjoterapia Polska”. Jest też członkiem rad naukowych czasopism międzynarodowych, m.in. „Orthopedics Info”, „Manual Therapy in Holistic Model”, „Kineziterapija” czy „The Journal of Orthopedic Trauma Surgery and Related Research”.

## Dorobek naukowy
Jest autorem ponad 250 publikacji naukowych, publikowanych w Polsce i za granicą.
Jego głównym obszarem zainteresowania naukowego jest leczenie dzieci. Między innymi w 2002 roku wprowadził możliwość stosowania temperatur kriogenicznych w terapii u dzieci z porażeniem mózgowym. Stworzył również własne metody terapeutyczne, włączające do leczenia hipoterapię, które są z powodzeniem stosowane u dzieci po przebytym zapaleniu opon mózgowych, z zespołem Downa i z porażeniem mózgowym. Zastosował także metodę Brunkow do leczenia bocznych skrzywień kręgosłupa.
Ponadto w 2007 roku wprowadził w Polsce tzw. metodę FED (fixación, elongación, derotación, której twórcą jest prof. Santos Sastre Fernandez z Barcelony) stosowaną przy leczeniu skolioz idiopatycznych, lordoz oraz kifoz, a w 2012 roku metodę trójwymiarowego badania kręgosłupa, wykorzystującą system DIERS. Rok później, po uzyskaniu uprawnień instruktorskich w Tokio, rozpoczął stosowanie metody diagnostyczno-terapeutycznej plastrowania dynamicznego. Ten obszar wiedzy jest jednym z podstawowych w jego karierze.
Odpowiadał również za wdrożenie diagnostyki funkcjonalnej wg Le Metayer, a ponadto uczy lekarzy oraz fizjoterapeutów w zakresie terapii krzyżowo-czaszkowej wg Upledgera, osteopatii wg Laurie Hartmana oraz neuromobilizacji wg Davida Butlera.

## Nagrody i odznaczenia
Za swoją działalność otrzymał wiele wyróżnień. W 2009 roku odznaczono go Krzyżem Oficerskim Orderu Odrodzenia Polski. Uhonorowano go również Krzyżem Kawalerskim Orderu Odrodzenia Polski, Złotym i Srebrnym Krzyżem Zasługi, a za szczególne zasługi dla oświaty i wychowania Medalem Komisji Edukacji Narodowej. Otrzymał również Odznakę Ministra Zdrowia za zasługi dla ochrony zdrowia w Polsce. Towarzystwo Walki z Kalectwem wyróżniło go z kolei medalem im. Prof. Wiktora Degi. W 2012 roku został odznaczony medalem „Zasłużony dla Europa-Miasta Zgorzelec/Görlitz”, a dwa lata później przyznano mu Honorowe Obywatelstwo Miasta Zgorzelec.